# Louis Charles Breguet
Louis Charles Breguet (Parigi, 2 gennaio 1880 – Saint-Germain-en-Laye, 4 maggio 1955) è stato un aviatore francese, nonché pioniere dell'aviazione civile, fondatore dell'omonima azienda aeronautica Société anonyme des ateliers d'aviation Louis Breguet e uno dei fondatori dell'Air France.

## Biografia

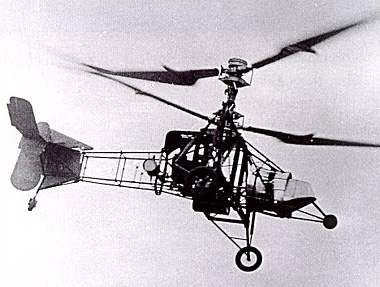
Prototipo di Gyroplane, 1933.

Prese sin da giovane la direzione del settore elettrico dell'impresa familiare e, assieme al fratello Jacques e sotto il tutorato del professore Charles Richet, nel 1907, cominciò a concepire un "giroplano" (una specie di elicottero) con delle ali flessibili. I due fratelli costruirono, nella fabbrica di famiglia a Douai, dei prototipi di aeroplano, e in particolare il giroplano, che provarono nei terreni annessi alla fabbrica.
Il 21 settembre 1907, Louis Breguet e Charles Richet presentarono il Breguet-Richet n° 1 all'Académie des sciences. Creò la Société anonyme des ateliers d'aviation Louis Breguet e costruì il suo primo aereo nel 1909, aereo che riuscì a battere il record di velocità sulla distanza di 10 chilometri nel 1911. L'anno seguente costruì il suo primo idrovolante.
Durante la prima guerra mondiale fornirono degli aerei, particolarmente ricognitori e bombardieri, del modello Breguet Bre 14. Fu anche il primo costruttore a realizzare un aereo interamente in alluminio. Nel 1919, assieme ad altri soci, fondò la Compagnie des messageries aériennes, che fu l'origine dell'Air France e fornì numerosi aerei per la flotta postale francese. Con René Dorand produsse, nel 1935, un aerogiro che conquistò diversi record.

## Legami di parentela
Louis Charles Breguet era nipote di Louis Breguet, orologiaio e fisico. Fu anche cugino dello storico Daniel Halévy, che fu a sua volta nonno dell'uomo politico Pierre Joxe.